# 4639 Minox
4639 Minox è un asteroide della fascia principale. Scoperto nel 1989, presenta un'orbita caratterizzata da un semiasse maggiore pari a 2,5574825 UA e da un'eccentricità di 0,1805756, inclinata di 7,92392° rispetto all'eclittica.